# Pilea rufescens
Pilea rufescens är en nässelväxtart som beskrevs av Fawcett och Rendle. Pilea rufescens ingår i släktet pileor, och familjen nässelväxter. Inga underarter finns listade i Catalogue of Life.